# جاكوب باريت لاورسن
جاكوب باريت لاورسن (بالدنماركية: Jacob Barrett Laursen) هو لاعب كرة قدم دنماركي في مركز الدفاع، ولد في 17 نوفمبر 1994 في Arden Municipality ‏ في الدنمارك. شارك مع منتخب الدنمارك تحت 17 سنة لكرة القدم ومنتخب الدنمارك تحت 19 سنة لكرة القدم. أما مع النوادي، فقد لعب مع نادي أودنسه ويوفنتوس.

## وصلات خارجية
- جاكوب باريت لاورسن على موقع الاتحاد الأوربي (الإنجليزية)
- جاكوب باريت لاورسن على موقع قاعدة بيانات كرة القدم.إي يو (الإنجليزية)
- جاكوب باريت لاورسن على موقع Soccerway.com (الإنجليزية)
- جاكوب باريت لاورسن على موقع عالم كرة القدم.نت (الإنجليزية)
- جاكوب باريت لاورسن على موقع أوليمبيديا (الإنجليزية)